# Лорънс Лесиг
Лорънс Лесиг (на английски: Lawrence Lessig) е американски учен, преподавател по право в Станфордския университет. Той работи активно в областта на авторското право и е основател на фондацията „Криейтив Комънс“, поставила началото на типовите лицензи Криейтив Комънс.